# Heliophanus apiatus
Heliophanus apiatus är en spindelart som beskrevs av Simon 1868. Heliophanus apiatus ingår i släktet Heliophanus och familjen hoppspindlar. Inga underarter finns listade i Catalogue of Life.